# Cavanillesia platanifolia
Cavanillesia platanifolia là một loài thực vật có hoa thuộc phân họ Bombacaceae, họ Cẩm quỳ. Chúng được tìm thấy ở Colombia, Costa Rica, Nicaragua, Panama, và Peru.
Loài này đang bị đe dọa do mất nơi sống.

## Hình ảnh

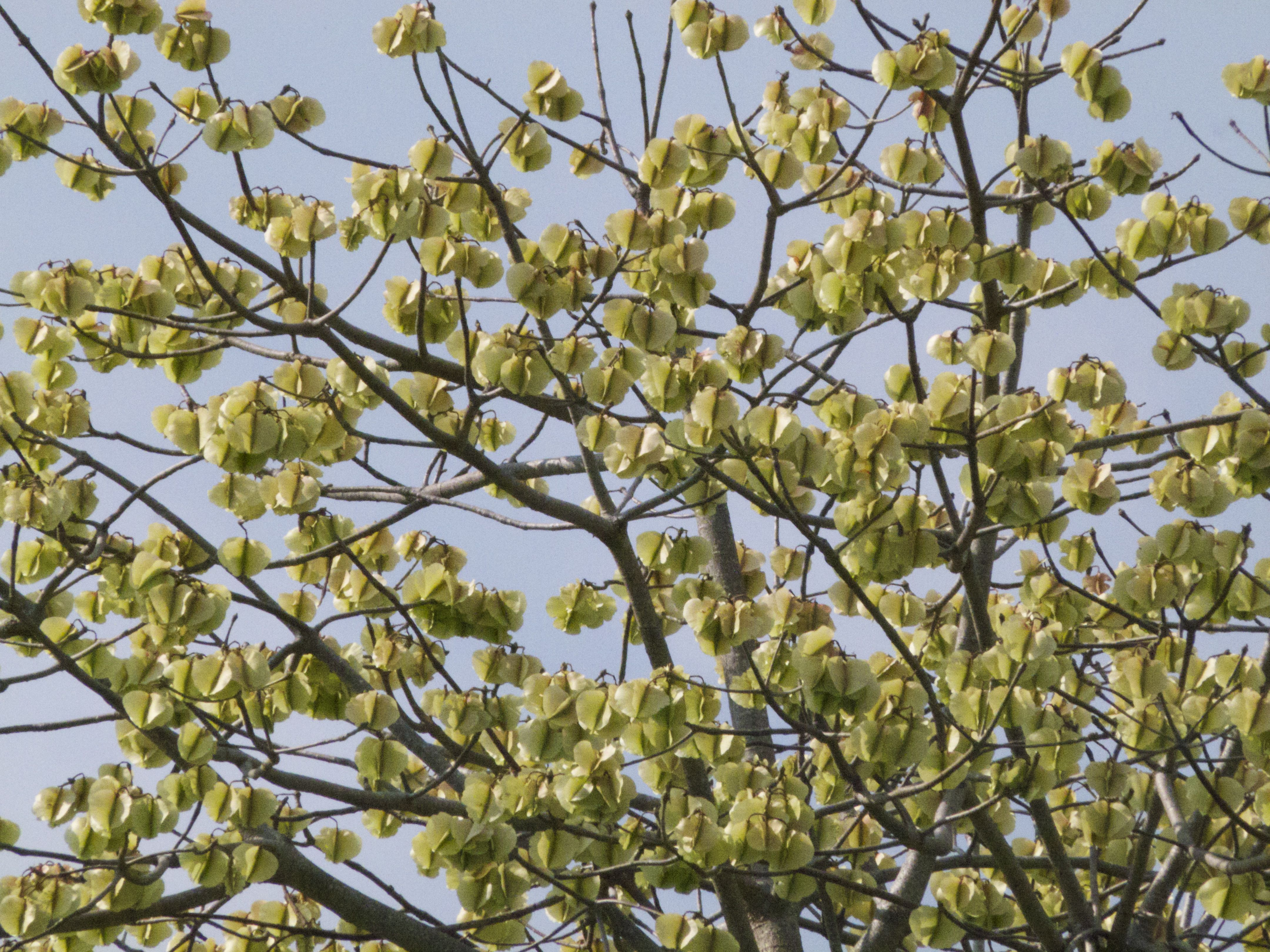
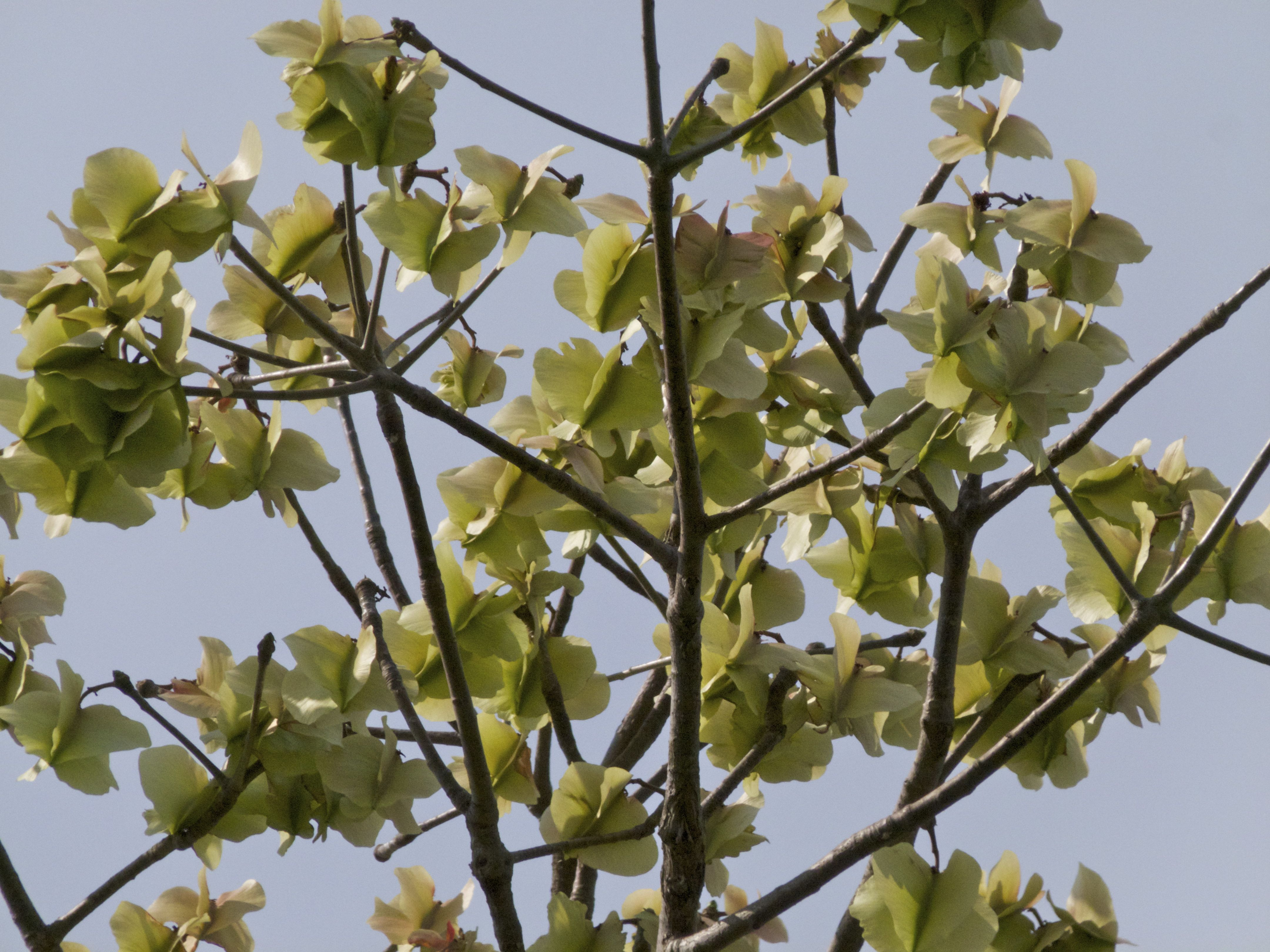
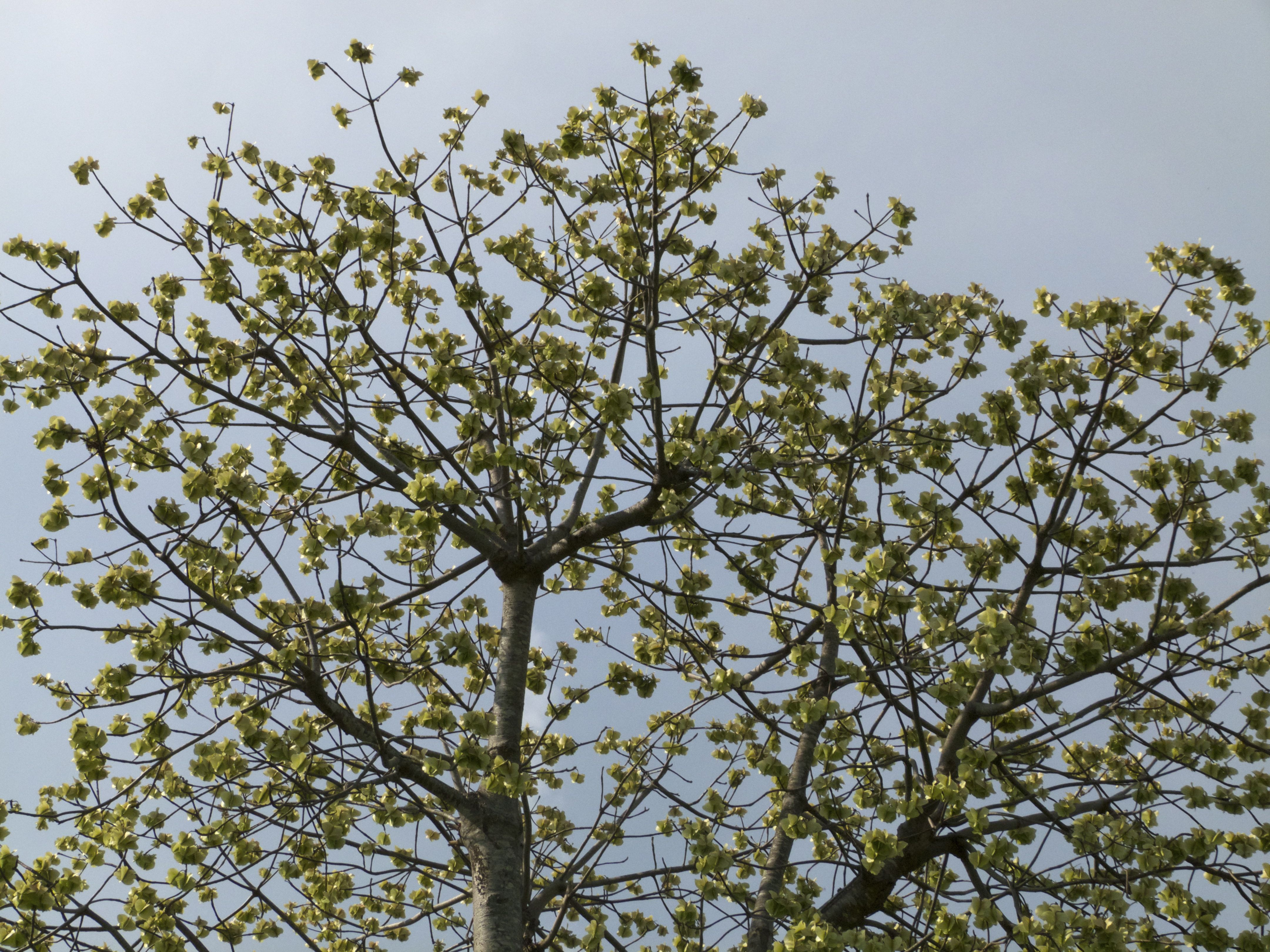
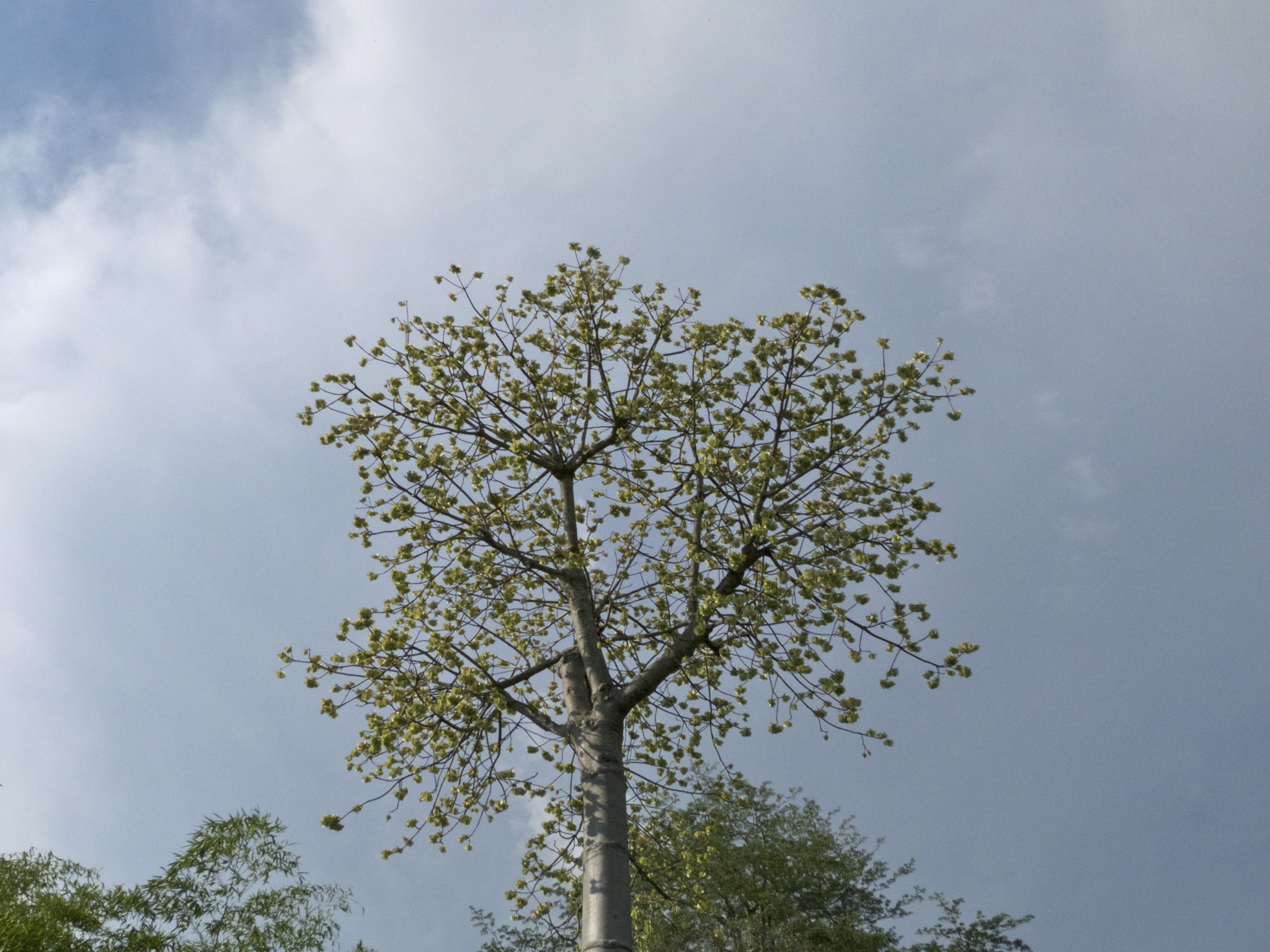